# FS E.666 (Bo’Bo’Bo’)
Mit E.666 wurde in den 1980er Jahren das Projekt einer sechsachsigen Elektrolokomotive der italienischen Ferrovie dello Stato (FS) bezeichnet, die als Universallokomotive sowohl im Güter- wie auch im Personenverkehr hätte eingesetzt werden können. Die E.665 wäre eine Variante dieser Lokomotive mit geänderter Getriebeübersetzung gewesen, die ansonsten baugleich zur E.666 gewesen wäre.

## Technik
Im Gegensatz zu vielen sechsachsigen Gelenklokomotive der FS hätten die E.666 und E.665 ähnlich der SBB Re 6/6 einen unterteilten Wagenkasten gehabt. Die Technik wäre weitgehend von der E.633 und E.632 abgeleitet worden und hätte ebenfalls eine Chopper-Steuerung für die Stromversorgung der Fahrmotoren verwendet. Es wären aber Drehgestelle mit zwei Fahrmotoren verwendet worden wie sie baugleich auch in den Baureihen E.453 und E.454 eingesetzt wurden, wobei die beiden Fahrmotoren eines Drehgestells dauernd in Reihe geschaltet gewesen wären. Eine elektrische Widerstandsbremse war vorgesehen, deren Bremskraft durch die Veränderung des Feldstroms der Fahrmotoren reguliert worden wäre. Die elektrische Ausrüstung wäre redundant aufgebaut gewesen und hätte über Diagnoserechner verfügt, die sowohl Triebfahrzeugführer wie Werkstattpersonal bei der Fehlersuche unterstützt hätte.
Die Lokomotiven hätten ein ähnliches Pflichtenheft wie die E.656 gehabt, aber mit höherer Leistung. Sie sollten 1600-t-Güterzüge mit 120 km/h ziehen und wären vor 800-t-Reisezügen mit Geschwindigkeiten bis 160 km/h eingesetzt worden. Die E.665 wäre für Mehrfachtraktion ausgerüstet gewesen, während die E.666 über eine Fernsteuerung für Steuerwagenbetrieb verfügt hätte. Diese hätte sowohl über das traditionelle 78-polige Vielfachsteuerkabel, wie auch über ein System mit serieller Datenübertragung funktioniert.